# Сент-Мартінвілл (Луїзіана)
Сент-Мартінвілл (англ. St. Martinville) — місто (англ. city) в США, в окрузі Сент-Мартін штату Луїзіана. Населення — 5379 осіб (2020).

## Географія
Сент-Мартінвілл розташований за координатами 30°7′34″ пн. ш. 91°49′53″ зх. д. / 30.12611° пн. ш. 91.83139° зх. д. (30.126082, -91.831500).  За даними Бюро перепису населення США в 2010 році місто мало площу 8,28 км², з яких 8,00 км² — суходіл та 0,28 км² — водойми.

## Демографія
Згідно з переписом 2010 року, у місті мешкало 6114 осіб у 2320 домогосподарствах у складі 1533 родин. Густота населення становила 738 осіб/км².  Було 2588 помешкань (313/км²).
Расовий склад населення:
| - 62,7 % — чорних або афроамериканців - 35,3 % — білих - 0,2 % — корінних американців - 0,1 % — азіатів |

До двох чи більше рас належало 1,3 %. Частка іспаномовних становила 1,4 % від усіх жителів.
За віковим діапазоном населення розподілялося таким чином: 24,9 % — особи молодші 18 років, 59,3 % — особи у віці 18—64 років, 15,8 % — особи у віці 65 років та старші. Медіана віку мешканця становила 38,8 року. На 100 осіб жіночої статі у місті припадало 85,8 чоловіків;  на 100 жінок у віці від 18 років та старших — 80,8 чоловіків також старших 18 років.
Середній дохід на одне домашнє господарство  становив 40 386 доларів США (медіана — 27 333), а середній дохід на одну сім'ю — 47 988 доларів (медіана — 33 929). Медіана доходів становила 27 236 доларів для чоловіків та 28 436 доларів для жінок. За межею бідності перебувало 30,2 % осіб, у тому числі 45,9 % дітей у віці до 18 років та 28,5 % осіб у віці 65 років та старших.
Цивільне працевлаштоване населення становило 2412 осіб. Основні галузі зайнятості: освіта, охорона здоров'я та соціальна допомога — 31,7 %, роздрібна торгівля — 13,0 %, публічна адміністрація — 11,1 %, мистецтво, розваги та відпочинок — 9,9 %.